# 열마디개미
열마디개미는 개미과에 속하는 개미의 한 종으로, 일개미의 크기가 모두 같다. 열마디개미속의 개미중에서는 유일하게 본래 브리튼 제도에 서식한다. 열마디개미는 일종의 '도둑'이며 주로 다른 개미의 둥지 옆에 둥지를 트는데 자기들의 둥지로부터 다른 둥지를 가는 통로로 연결하여 먹이를 훔쳐온다. 아직 정밀하게 나뉘어 있지 않아 어쩌면 '열마디개미'는 여러 종일 지도 모른다.